# Selo (gmina Žiri)
Selo – wieś w Słowenii, w regionie Gorenjskim, w gminie Žiri. 1 stycznia 2017 liczyła 263 mieszkańców.